# Čačak (stacja kolejowa)
Čačak (serb. Чачак) – stacja kolejowa w Čačaku, w okręgu morawickim, w Serbii.
Stacja znajduje się na linii Kraljevo – Požega, na wschód od centrum miasta. Linia kolejowa Kraljevo – Požega kończy tutaj swój bieg.

## Linie kolejowe
- Linia Kraljevo – Požega